# Campeonato Mundial de Patinação Artística no Gelo de 1980
O Campeonato Mundial de Patinação Artística no Gelo de 1980 foi a septuagésima edição do Campeonato Mundial de Patinação Artística no Gelo, um evento anual de patinação artística no gelo organizado pela União Internacional de Patinação (em inglês:  International Skating Union) onde os patinadores artísticos competem pelo título de campeão mundial. A competição foi disputada entre os dias 11 de março e 16 de março, na cidade de Dortmund, Alemanha Ocidental.

## Eventos
- Individual masculino
- Individual feminino
- Duplas
- Dança no gelo

## Medalhistas
| Evento                        | Ouro                                                  | Prata                                                   | Bronze                                                 |
| Individual masculino detalhes | Jan Hoffmann · Alemanha Oriental                      | Robin Cousins · Reino Unido                             | Charles Tickner · Estados Unidos                       |
| Individual feminino detalhes  | Anett Pötzsch · Alemanha Oriental                     | Dagmar Lurz · Alemanha Ocidental                        | Linda Fratianne · Estados Unidos                       |
| Duplas detalhes               | Marina Cherkasova · Sergei Shakhrai · União Soviética | Manuela Mager · Uwe Bewersdorf · Alemanha Oriental      | Marina Pestova · Stanislav Leonovich · União Soviética |
| Dança no gelo detalhes        | Krisztina Regőczy · András Sallay · Hungria           | Natalia Linichuk · Gennadi Karponosov · União Soviética | Irina Moiseeva · Andrei Minenkov · União Soviética     |

## Resultados

### Individual masculino
| Pos.              | Nome                     | Nacionalidade      | Pontos |
| ----------------- | ------------------------ | ------------------ | ------ |
| Medalha de ouro   | Jan Hoffmann             | Alemanha Oriental  | 189.94 |
| Medalha de prata  | Robin Cousins            | Reino Unido        | 188.82 |
| Medalha de bronze | Charles Tickner          | Estados Unidos     | 185.12 |
| 4                 | David Santee             | Estados Unidos     | 185.16 |
| 5                 | Scott Hamilton           | Estados Unidos     | 179.94 |
| 6                 | Mitsuru Matsumura        | Japão              | 177.14 |
| 7                 | Igor Bobrin              | União Soviética    | 176.66 |
| 8                 | Fumio Igarashi           | Japão              | 171.86 |
| 9                 | Brian Pockar             | Canadá             | 171.56 |
| 10                | Hermann Schulz           | Alemanha Oriental  | 171.08 |
| 11                | Rudi Cerne               | Alemanha Ocidental | 170.60 |
| 12                | Mario Liebers            | Alemanha Oriental  | 166.86 |
| 13                | Jean-Christophe Simond   | França             | 164.56 |
| 14                | Alexander Fadeev         | União Soviética    | 158.84 |
| 15                | Grzegorz Filipowski      | Polônia            | 160.12 |
| 16                | Jozef Sabovčík           | Tchecoslováquia    | 155.82 |
| 17                | William Schober          | Austrália          | 144.60 |
| 18                | Helmut Kristofics-Binder | Áustria            | 142.90 |
| 19                | Thomas Öberg             | Suécia             | 142.44 |
| 20                | Eric Krol                | Bélgica            | 140.32 |
| 21                | Miljan Begovic           | Iugoslávia         | 127.68 |
| 22                | Wang Zhili               | China              | 111.56 |

### Individual feminino
| Pos.              | Nome                      | Nacionalidade      | Pontos |
| ----------------- | ------------------------- | ------------------ | ------ |
| Medalha de ouro   | Anett Pötzsch             | Alemanha Oriental  | 188.38 |
| Medalha de prata  | Dagmar Lurz               | Alemanha Ocidental | 186.22 |
| Medalha de bronze | Linda Fratianne           | Estados Unidos     | 187.04 |
| 4                 | Emi Watanabe              | Japão              | 184.82 |
| 5                 | Claudia Kristofics-Binder | Áustria            | 180.48 |
| 6                 | Denise Biellmann          | Suíça              | 178.56 |
| 7                 | Lisa-Marie Allen          | Estados Unidos     | 178.22 |
| 8                 | Kristiina Wegelius        | Finlândia          | 172.68 |
| 9                 | Deborah Cottrill          | Reino Unido        | 172.14 |
| 10                | Katarina Witt             | Alemanha Oriental  | 170.86 |
| 11                | Elaine Zayak              | Estados Unidos     | 170.70 |
| 12                | Sanda Dubravčić           | Iugoslávia         | 169.30 |
| 13                | Carola Weißenberg         | Alemanha Oriental  | 168.68 |
| 14                | Tracey Wainman            | Canadá             | 164.00 |
| 15                | Sonja Stanek              | Áustria            | 158.90 |
| 16                | Renata Baierova           | Tchecoslováquia    | 158.20 |
| 17                | Susan Broman              | Finlândia          | 156.68 |
| 18                | Anne-Sophie de Kristoffy  | França             | 155.72 |
| 19                | Christina Riegel          | Alemanha Ocidental | 154.90 |
| 20                | Yoko Yakushi              | Japão              | 151.48 |
| 21                | Reiko Kobayashi           | Japão              | 150.74 |
| 22                | Anita Siegfried           | Suíça              | 147.98 |
| 23                | Bodil Olsson              | Suécia             | 144.64 |
| 24                | Belinda Coulthard         | Austrália          | 140.82 |
| 25                | Rudina Pasveer            | Países Baixos      | 136.12 |
| 26                | Barbara Toffolo           | Itália             | 129.60 |
| 27                | Hanne Gamborg             | Dinamarca          | 128.52 |
| 28                | Shin Hae Sook             | Coreia do Sul      | 119.50 |
| 29                | Liu Zhiying               | China              | 117.56 |
| WD                | Danielle Rieder           | Suíça              | ─      |
| WD                | Elena Vodorezova          | União Soviética    | ─      |
| WD                | Karin Riediger            | Alemanha Ocidental | ─      |
| WD                | Susanna Driano            | Itália             | ─      |

### Duplas
| Pos.              | Nome                                 | Nacionalidade      | Pontos |
| ----------------- | ------------------------------------ | ------------------ | ------ |
| Medalha de ouro   | Marina Cherkasova / Sergei Shakhrai  | União Soviética    | 144.64 |
| Medalha de prata  | Manuela Mager / Uwe Bewersdorf       | Alemanha Oriental  | 142.92 |
| Medalha de bronze | Marina Pestova / Stanislav Leonovich | União Soviética    | 141.08 |
| 4                 | Sabine Baeß / Tassilo Thierbach      | Alemanha Oriental  | 138.98 |
| 5                 | Christina Riegel / Andreas Nischwitz | Alemanha Ocidental | 135.92 |
| 6                 | Veronika Pershina / Marat Akbarov    | União Soviética    | 134.32 |
| 7                 | Kitty Carruthers / Peter Carruthers  | Estados Unidos     | 134.10 |
| 8                 | Igrid Spieglová / Alan Spiegl        | Tchecoslováquia    | 130.56 |
| 9                 | Cornelia Haufe / Kersten Bellmann    | Alemanha Oriental  | 128.14 |
| 10                | Sheryl Franks / Michael Botticelli   | Estados Unidos     | 127.68 |
| 11                | Barbara Underhill / Paul Martini     | Canadá             | 127.86 |
| 12                | Yukiko Okabe / Takashi Mura          | Japão              | 119.74 |
| 13                | Susan Garland / Robert Daw           | Reino Unido        | 119.06 |
| 14                | Elizabeth Cain / Peter Cain          | Austrália          | 116.38 |
| 15                | Luan Bo / Yao Bin                    | China              | 88.06  |

### Dança no gelo
| Pos.              | Nome                                     | Nacionalidade      | Pontos |
| ----------------- | ---------------------------------------- | ------------------ | ------ |
| Medalha de ouro   | Krisztina Regőczy / András Sallay        | Hungria            | 205.58 |
| Medalha de prata  | Natalia Linichuk / Gennadi Karponosov    | União Soviética    | 204.50 |
| Medalha de bronze | Irina Moiseeva / Andrei Minenkov         | União Soviética    | 202.42 |
| 4                 | Jayne Torvill / Christopher Dean         | Reino Unido        | 199.12 |
| 5                 | Lorna Wighton / John Dowding             | Canadá             | 195.18 |
| 6                 | Judy Blumberg / Michael Seibert          | Estados Unidos     | 194.12 |
| 7                 | Natalia Karamysheva / Rostislav Sinitsyn | União Soviética    | 189.66 |
| 8                 | Stacey Smith / John Summers              | Estados Unidos     | 187.12 |
| 9                 | Henriette Fröschl / Christian Steiner    | Alemanha Ocidental | 184.02 |
| 10                | Karen Barber / Nicky Slater              | Reino Unido        | 178.94 |
| 11                | Jana Berankova / Jan Bartak              | Tchecoslováquia    | 176.16 |
| 12                | Nathalie Herve / Pierre Bechu            | França             | 171.24 |
| 13                | Marie McNeil / Robert McCall             | Canadá             | 168.58 |
| 14                | Jindra Hola / Karol Foltan               | Tchecoslováquia    | 162.60 |
| 15                | Noriko Sato / Tadeyuki Takahashi         | Japão              | 162.02 |
| 16                | Gabriella Remport / Sándor Nagy          | Hungria            | 159.52 |
| 17                | Paola Casalotti / Sergio Ceserani        | Itália             | 158.50 |

## Quadro de medalhas
| Ordem | País               | Medalha de ouro | Medalha de prata | Medalha de bronze |    | Ordem por total |
| ----- | ------------------ | --------------- | ---------------- | ----------------- | -- | --------------- |
| 1     | Alemanha Oriental  | 2               | 1                |                   | 3  | 2               |
| 2     | União Soviética    | 1               | 1                | 2                 | 4  | 1               |
| 3     | Hungria            | 1               |                  |                   | 1  | 4               |
| 4     | Alemanha Ocidental |                 | 1                |                   | 1  | 4               |
| 4     | Reino Unido        |                 | 1                |                   | 1  | 4               |
| 6     | Estados Unidos     |                 |                  | 2                 | 2  | 3               |
| TOTAL | TOTAL              | 4               | 4                | 4                 | 12 | —               |